# Erik Sparre Andersen
Erik Sparre Andersen (Copenhague, 29 de dezembro de 1919 – 8 de março de 2003) foi um matemático dinamarquês. Trabalhou com teoria das probabilidades. O teorema de Andersen-Jessen é denominado em sua memória.
Andersen estudou na Universidade de Copenhague, onde obteve o diploma em 1943 e um doutorado em 1955. Foi Professor da Universidade de Aarhus e da Real Academia de Ciências da Dinamarca.